# Frank Melzer
Frank Melzer (* 14. November 1960; † 27. August 2018 in Berlin) war Fußballspieler in der DDR. In deren höchster Fußballklasse, der DDR-Oberliga, spielte er für den 1. FC Union Berlin. Für die DDR-Junioren-Nationalmannschaft bestritt er vier Länderspiele.
Über die Ost-Berliner Betriebssportgemeinschaften (BSG) Lokomotive Schöneweide und Akademie der Wissenschaften Berlin kam Melzer 1973 im Alter von zwölf Jahren zur Nachwuchsabteilung des 1. FC Union Berlin. Ab 1978 spielte er für Union in der Juniorenoberliga und wurde dort für die DDR-Junioren-Nationalmannschaft entdeckt. Am 23. Mai 1978 kam er zu seinem ersten Junioren-Länderspiel, als er in der Begegnung Polen – DDR (2:3) als Mittelfeldspieler eingesetzt wurde. Bis 1979 bestritt er drei weitere Länderspiele mit der Juniorenauswahl.
Bereits am 18. Februar 1978 spielte Melzer zum ersten Mal in der Männermannschaft des 1. FC Union. Im Oberligaspiel Union Berlin – 1. FC Magdeburg (0:4) wurde er in der 73. Minute eingewechselt. Einen weiteren Oberligaeinsatz in dieser Saison hatte er am 19. Spieltag, als er als Mittelfeldspieler in der Anfangself stand und eine Halbzeit lang spielte. Für die Spielzeit 1978/79 wurde Melzer offiziell für die Oberligamannschaft nominiert, kam aber nicht zum Einsatz und spielte stattdessen in der Nachwuchs-Oberliga. Trotzdem wurde er auch für die Saison 1979/80 wieder für die erste Mannschaft gemeldet, kam aber erst vom 21. Spieltag an für den Rest der Saison zum Einsatz. Anschließend stieg Union für zwei Spielzeiten in die DDR-Liga ab. In dieser Zeit bestritt Melzer nur neun Punktspiele für die erste Mannschaft, darüber hinaus spielte er mit Union II in der drittklassigen Ost-Berliner Bezirksliga. In der Aufstiegsrunde zur Oberliga im Frühjahr 1982 kam er allerdings in fünf der acht Relegationsspiele zum Einsatz und trug dazu bei, dass Union wieder in die Oberliga zurückkehren konnte. Der neue Trainer Harry Nippert nominierte Melzer zwar erneut für die Oberligasaison 1982/83, ließ ihn aber lediglich am 5. Spieltag für 30 Minuten spielen. Im zweiten Halbjahr 1983 wurde Melzer an den DDR-Ligisten Stahl Eisenhüttenstadt abgegeben. Nach seiner Rückkehr schenkte ihm der neue Trainer Karl-Heinz Burwieck Vertrauen und ließ ihn vom 17. Spieltag an für den Rest der Saison im Oberligateam als Stürmer spielen. Melzer bedankte sich mit zwei Punktspieltoren, konnte aber nicht verhindern, dass Union am Saisonende erneut absteigen musste. In der DDR-Liga-Saison 1984/85 übernahm Karl Schäffner das Traineramt und beorderte Melzer wieder in die 2. Mannschaft. Lediglich im November 1984 wurde Melzer von Schäffner als Einwechselspieler im Punktspiel Vorwärts Frankfurt/O. II – 1. FC Union (2:1) in der 1. Mannschaft eingesetzt. Dieser Einsatz war Melzers 37. und zugleich letztes Pflichtspiel für die 1. Mannschaft. 19-mal kam er in der Oberliga zum Einsatz und erzielte dabei drei Tore. Außerdem bestritt er drei Pokalspiele und kam 15-mal in der DDR-Liga zum Einsatz.
In der Saison 1985/86 spielte Melzer für die BSG Motor Ludwigsfelde in der Potsdamer Bezirksliga und wurde mit ihr Bezirksmeister. Anschließend kehrte er zu Stahl Eisenhüttenstadt zurück und spielte dort wieder in der DDR-Liga. Im November 1987 wurde Melzer für ein halbes Jahr zum Armeedienst einberufen und spielte in dieser Zeit bei der Armeesportgemeinschaft Vorwärts Fünfeichen in der Bezirksliga Neubrandenburg Fußball. Von Mai bis Juni 1988 spielte er noch einmal bei Stahl Eisenhüttenstadt und wechselte danach zum DDR-Liga-Aufsteiger Stahl Hennigsdorf und beendete dort seine Laufbahn als Fußballspieler.